# Philip Smith Mountains
Die Philip Smith Mountains sind ein Gebirgszug der Brookskette in der North Slope von Alaska. Sie erstrecken sich vom Sagavanirktok River und North Fork Chandalar River im Südwesten bis zum Canning River und East Fork Chandalar River im Nordosten.
Der höchste Berg der Philip Smith Mountains ist der Accomplishment Peak mit 2452 m. Sieben der zehn höchsten Gipfel des Gebirgszugs haben keinen Namen.
Die Bergkette wurde 1950 vom United States Geological Survey (USGS) nach Philip Sidney Smith (1877–1949), einem Geologen des USGS, benannt.